# Teatro del Silenzio
Il Teatro del Silenzio è un anfiteatro costruito sfruttando la naturale conformazione di una collina nei pressi del paese di Lajatico, in provincia di Pisa.

## Storia e descrizione
La costruzione, inaugurata il 27 luglio 2006, è stata eretta per volontà del popolare cantante Andrea Bocelli originario di questo paese.
Secondo l'idea originale, la struttura è nata per essere montata ed ospitare un solo spettacolo l'anno (da qui il nome "Teatro del Silenzio").
La costruzione consta di un "palcoscenico" circolare di alcuni metri di raggio al cui centro campeggia una scenografia diversa ogni anno: la più famosa, divenuta simbolo stesso del Teatro, è un'imponente scultura raffigurante un volto umano eseguita dallo scultore polacco Igor Mitoraj per la scenografia di una Manon Lescaut e donata successivamente dallo scultore alla fondazione del teatro.
A fare da fondale al palco sono stati posti alcuni blocchi di travertino toscano.
La platea nei giorni in cui il teatro non è in attività viene completamente smontata e il palco si trasforma in un lago artificiale.
Da qui scaturisce la definizione di Teatro del Silenzio più precisamente quel luogo nel territorio del Comune di Lajatico caratterizzato da colline che, con interventi (necessari) di movimenti terra, è stato creato, o meglio simulato, come Teatro naturale così concepito.

## Alcuni dati
- 5000 m² l'area spettacolo
- 1000 m lineari di staccionata di legno fisse
- 5000 piante autoctone di nuova piantumazione

## Edizioni
- Edizione 2006, Il Grande Assente, 5.000 spettatori, allestimento di Igor Mitoraj[3]
- Edizione 2007, Vivere - Live in Tuscany, 6.000 spettatori, allestimento "Il Grande Sole" di Arnaldo Pomodoro[4][5]
- Edizione 2008, The Cinema Tribute Concert, 8.000 spettatori[senza fonte], allestimento "Cavallo di Bronzo" di Mario Ceroli[6]
- Edizione 2009, I Colori dell'Anima, 8.600 spettatori[senza fonte], allestimento di Hans Peter Ditzler[7]
- Edizione 2010, Stelle, allestimento di Kurt Laurenz Metzler[8]
- Edizione 2011, Bravo Italy & China, allestimento di Venio Santoni[9]
- Edizione 2012, Donna: mistero senza fine bello!, allestimento "Germinazione" di Giuseppe Carta
- Edizione 2013, Presenze, allestimento del gruppo Naturaliter
- Edizione 2014, Pathos, allestimento di Maurizio Giani
- Edizione 2015, Turandot, allestimento "Proust" di Robot City[10]
- Edizione 2016, Le Cirque, allestimento di Marco Lodola[11]
- Edizione 2017, Il canto della terra, allestimento "The Red Giant" di Giuseppe Carta[12]
- Edizione 2018, Andrea Chénier, allestimento "Cubic Vision" di Gualtiero Vanelli[13]
- Edizione 2019, Ali di libertà, allestimento di Daniele Basso[14][15]